# Lista zabytków w Qrendi
To jest lista zabytków w miejscowości Qrendi na Malcie, które są umieszczone na liście National Inventory of the Cultural Property of the Maltese Islands.

## Lista
| Nazwa zabytku                                    | Lokalizacja                                         | Współrzędne                                   | Nr na liście NICPMI | Zdjęcie |
| ------------------------------------------------ | --------------------------------------------------- | --------------------------------------------- | ------------------- | ------- |
| Mnajdra                                          | Triq il-Wied                                        | 35°49′36,0″N 14°26′10,1″E/35,826678 14,436150 | 00024               |         |
| Ħaġar Qim                                        | Triq il-Wied                                        | 35°49′39,4″N 14°26′31,4″E/35,827599 14,442045 | 00025               |         |
| Nisza św. Katarzyny                              | Sqaq il-Mitħna                                      | 35°50′20,7″N 14°27′44,6″E/35,839097 14,462400 | 01251               |         |
| Kaplica św. Katarzyny                            | Triq L-Imqabba / Sqaq il-Mitħna                     | 35°50′19,7″N 14°27′43,9″E/35,838806 14,462185 | 01252               |         |
| Nisza Matki Bożej Pompejańskiej                  | Triq Congreve, Wied iż-Żurrieq                      | 35°49′10,0″N 14°27′11,7″E/35,819458 14,453261 | 01296               |         |
| Wieża Ħamrija                                    |                                                     | 35°52′46,9″N 14°28′55,8″E/35,879704 14,482176 | 1387                |         |
| Wieża Wied iż-Żurrieq                            | Triq Congreve, Wied iż-Żurrieq                      | 35°49′09,6″N 14°27′12,8″E/35,819343 14,453551 | 1388                |         |
| Wieża Cavalier                                   | 33/34 Triq it-Torri                                 | 35°50′10,7″N 14°27′28,6″E/35,836309 14,457941 | 1429                |         |
| Nisza Niepokalanego Poczęcia                     | 1 Triq Luigi Pace / Triq Antonio Chircop            | 35°50′01,8″N 14°27′36,3″E/35,833837 14,460085 | 1758                |         |
| Nisza św. Józefa                                 | 1 Triq Dun Rajmond Ellul / 10 Triq Rokku Buħagiar   | 35°50′02,0″N 14°27′34,2″E/35,833896 14,459487 | 1759                |         |
| Nisza Matki Bożej z Lourdes                      | 2 Triq Dun Rajmond Ellul / 8 Triq Rokku Buħagiar    | 35°50′01,7″N 14°27′34,6″E/35,833814 14,459607 | 1760                |         |
| Nisza św. Fidela                                 | 2 Triq Rokku Buħagiar / Triq Antonio Chircop        | 35°50′01,4″N 14°27′35,3″E/35,833735 14,459793 | 1761                |         |
| Nisza Matki Bożej Łaskawej                       | 27/29 Triq il-Ħniena                                | 35°50′03,4″N 14°27′33,4″E/35,834291 14,459280 | 1762                |         |
| Nisza Matki Bożej z Lourdes                      | 42 Triq il-Kbira / 1 Triq id-Dejqa                  | 35°50′04,7″N 14°27′32,0″E/35,834631 14,458897 | 1763                |         |
| Nisza Madonny z Dzieciątkiem                     | 27 Triq il-Kbira                                    | 35°50′06,6″N 14°27′33,2″E/35,835167 14,459212 | 1764                |         |
| Kaplica Chrystusa Zbawiciela                     | Triq is-Salvatur / Triq iż-Żurrieq                  | 35°50′09,2″N 14°27′34,8″E/35,835884 14,459674 | 1765                |         |
| Pusta nisza                                      | "Sunrise", 18 Triq iż-Żurrieq                       | 35°50′09,4″N 14°27′35,0″E/35,835955 14,459734 | 1766                |         |
| Nisza Wniebowzięcia                              | "Pax Et Bonum", 9 Triq iż-Żurrieq                   | 35°50′08,9″N 14°27′37,7″E/35,835812 14,460465 | 1767                |         |
| Pusta nisza                                      | Triq iż-Żurrieq / Triq Filippu Zammit               | 35°50′08,5″N 14°27′38,5″E/35,835693 14,460693 | 1768                |         |
| Nisza Wniebowzięcia                              | 29 Triq iż-Żurrieq                                  | 35°50′08,7″N 14°27′38,6″E/35,835763 14,460714 | 1769                |         |
| Nisza św. Pawła                                  | "Rosaria", 48 Triq iż-Żurrieq                       | 35°50′08,3″N 14°27′42,2″E/35,835637 14,461711 | 1770                |         |
| Nisza Wniebowzięcia                              | 41 Triq it-Torri                                    | 35°50′11,7″N 14°27′32,1″E/35,836580 14,458930 | 1771                |         |
| Nisza św. Pawła                                  | 15 Misraħ Santa Marija / Triq id-Dejqa              | 35°50′06,0″N 14°27′30,7″E/35,835007 14,458523 | 1772                |         |
| Nisza Matki Bożej z Lourdes                      | "Każin tal-Banda Lourdes", Misraħ Santa Marija      | 35°50′06,4″N 14°27′29,4″E/35,835098 14,458179 | 1773                |         |
| Nisza Piety                                      | 3 Triq il-Parroċċa                                  | 35°50′05,4″N 14°27′29,5″E/35,834827 14,458193 | 1774                |         |
| Nisza św. Józefa                                 | Sqaq il-Parroċċa Nru. 2 / 5 Triq il-Parroċċa        | 35°50′05,2″N 14°27′29,5″E/35,834785 14,458191 | 1775                |         |
| Statua św. Rocha                                 | 16 Triq il-Parroċċa                                 | 35°50′05,1″N 14°27′28,9″E/35,834755 14,458018 | 1776                |         |
| Statua Wniebowzięcia                             | 28/30 Triq il-Parroċċa                              | 35°50′04,1″N 14°27′28,1″E/35,834480 14,457809 | 1777                |         |
| Kościół parafialny pw. Wniebowzięcia Matki Bożej | Triq il-Parroċċa                                    | 35°50′04,0″N 14°27′26,9″E/35,834433 14,457468 | 1778                |         |
| Nisza św. Anny, św. Joachima i Matki Bożej       | 1 Triq il-Kurat Mizzi                               | 35°50′03,2″N 14°27′27,3″E/35,834231 14,457573 | 1779                |         |
| Nisza św. Jana Chrzciciela                       | 1 Triq il-Kurat Mizzi                               | 35°50′03,2″N 14°27′27,4″E/35,834231 14,457619 | 1780                |         |
| Nisza św. Mateusza                               | 1 Triq il-Kurat Mizzi                               | 35°50′03,2″N 14°27′27,2″E/35,834231 14,457542 | 1781                |         |
| Statua Wniebowzięcia                             | 1 Triq il-Kurat Mizzi                               | 35°50′03,2″N 14°27′27,0″E/35,834226 14,457500 | 1782                |         |
| Nisza św. Michała Archanioła                     | 85 Triq il-Kbira                                    | 35°50′01,2″N 14°27′29,5″E/35,833664 14,458199 | 1783                |         |
| Nisza Wniebowzięcia                              | 78 Triq il-Kbira / Triq il-Knisja                   | 35°50′00,7″N 14°27′28,4″E/35,833516 14,457893 | 1784                |         |
| Nisza św. Jerzego                                | 8 Triq San Mattew / 2 Triq il-Parroċċa              | 35°49′58,5″N 14°27′26,0″E/35,832918 14,457220 | 1785                |         |
| Statua św. Mateusza                              | Misraħ San Mattew                                   | 35°49′59,0″N 14°27′26,1″E/35,833054 14,457262 | 1786                |         |
| Statua św. Anny                                  | Triq Sant’Anna                                      | 35°49′55,9″N 14°27′25,7″E/35,832195 14,457151 | 1787                |         |
| Kościół św. Mateusza                             | Misraħ tal-Maqluba                                  | 35°49′51,9″N 14°27′23,8″E/35,831073 14,456603 | 1788                |         |
| Kaplica Matki Bożej Łaskawej                     | Triq San Mattew / Triq il-Bali Guarena              | 35°49′52,7″N 14°27′14,0″E/35,831296 14,453879 | 1789                |         |
| Statua Matki Bożej Miłosierdzia                  | Triq tal-Ħniena                                     | 35°49′55,2″N 14°27′49,0″E/35,832013 14,463606 | 1790                |         |
| Sanktuarium Matki Bożej Miłosierdzia             | Triq tal-Ħniena                                     | 35°49′54,5″N 14°27′48,7″E/35,831816 14,463521 | 1791                |         |
| Nisza Krzyża Chrystusa                           | Triq L-Imqabba / Triq il-Warda                      | 35°50′19,2″N 14°27′44,7″E/35,838661 14,462414 | 1792                |         |
| Nisza św. Józefa                                 | "Sinai", 8 Sqaq San Nikola Nru. 1                   | 35°50′08,1″N 14°27′31,1″E/35,835584 14,458626 | 1793                |         |
| Pusta nisza                                      | 95 Triq San Nikola                                  | 35°50′10,6″N 14°27′22,7″E/35,836289 14,456316 | 1794                |         |
| Pusta nisza (dziś z figurą Wniebowzięcia)        | Triq R.A.F. Krendi (poprzednio 115 Triq San Nikola) | 35°50′11,8″N 14°27′19,8″E/35,836615 14,455511 | 1795                |         |
| Pusta nisza                                      | Triq Misraħ is-Sinjura / Triq San Nikola            | 35°50′12,0″N 14°27′20,8″E/35,836667 14,455771 | 1796                |         |
| Nisza Matki Bożej od Paska                       | 48 Triq Santa Katerina                              | 35°50′10,8″N 14°27′34,5″E/35,836334 14,459594 | 1797                |         |
| Płaskorzeźba Eucharystia                         | 12/14 Triq Santa Katerina                           | 35°50′11,3″N 14°27′34,8″E/35,836481 14,459654 | 1798                |         |
| Nisza Wniebowzięcia                              | 16 Triq Santa Katerina                              | 35°50′11,5″N 14°27′34,8″E/35,836520 14,459673 | 1799                |         |
| Nisza Matki Bożej od Paska                       | 31 Triq Santa Katerina                              | 35°50′13,3″N 14°27′36,1″E/35,837029 14,460036 | 1800                |         |
| Krzyż                                            | "Aurora", 50A Triq Santa Katerina                   | 35°50′13,5″N 14°27′36,6″E/35,837097 14,460165 | 1801                |         |
| Nisza Matki Bożej                                | Triq il-Kurat Mizzi / Triq Filippu Gutenberg        | 35°50′04,1″N 14°27′20,3″E/35,834461 14,455633 | 1802                |         |
| Nisza św. Józefa                                 | "Rosenheim", 20 Triq il-Bali Guarena                | 35°49′53,5″N 14°27′13,8″E/35,831517 14,453838 | 1803                |         |